# Spirocamallanus fulvidraconis
Spirocamallanus fulvidraconis är en rundmaskart som först beskrevs av Li 1935.  Spirocamallanus fulvidraconis ingår i släktet Spirocamallanus och familjen Camallanidae. Inga underarter finns listade i Catalogue of Life.